# Sarkantyu Simon
Sarkantyu Simon (Pincehely, 1921. május 27. – 1989. december 18.) Munkácsy Mihály-díjas (1967) magyar festőművész.

## Élete
Dombóváron járt gimnáziumba, Marczell György rajztanár, festőművész volt az első mestere.1941-ben érettségizett a Királyi Katolikus Esterházy Miklós Nádor Főgimnáziumban. 
A Képzőművészeti Főiskolán Rudnay Gyula növendéke volt. 1945 után magániskolákban tanult tovább. 1947-1953 között kollégiumi igazgató, közben a Képző-és Iparművészeti Gimnáziumban rajztanár. Illusztrált középiskolai tankönyveket. 1956-ban hároméves Derkovits-ösztöndíjat kapott.
1960-tól tanított a Képzőművészeti Főiskolán rajzot és festészetet adjunktusként, egyetemi tanár 1976-tól nyugdíjazásáig (1981).

### Munkássága
1944-ben készült a Hősök emlékezete című nagyméretű falfestménye a dombóvári gimnázium első emeletén, amit 1950-ben letakartak, majd 1953-ban lemeszeltek. Szerencsére nem sérült meg, 1989-ben sikerült restaurálni.
Két nagyméretű pannóját (Tragédia-Komédia) a budapesti Madách Színházban helyezték el, de látható még Gödöllőn, Szombathelyen, a Tanárképző Főiskola előcsarnokában, Szekszárdon a Házasságkötő teremben és Oroszlányban is alkotása.
Festészete színgazdagon vall a reális világról, stílusára főleg Domanovszky Endre és Szentiványi Lajos hatott.
1946-ban a nagy infláció idején ő készítette a ceruza-rajz portrékat volt iskolája akkor érettségizett tanulóiról és tanárairól (kivétel Marczell György tanár önarcképe). A tabló az Illyés Gyula Gimnázium első emeletén található.

## Egyéni kiállításai

### Magyarországon
- Dombóvár – 2009
- Sarkantyú-művészcsalád hármas kiállítása,[1] Csontváry-terem, Budapest – 1985
- Kölesd – 1983
- Szombathely – 1978
- Csók Galéria – 1974
- Szekszárd – 1972, 1978
- Szeged – 1970
- a Műcsarnok rendezésében Dombóváron volt képzőművészeti kiállítása, ahol együtt állítottak ki Marczell György és tanítványai: Sarkantyú Simon, Kaponya Judit, Majoros János, Ujváry Lajos, Vati József – 1965
- Nagykanizsa – 1969
- Kulturális Kapcsolatok Intézete, Budapest – 1959

### Külföldön
- Velencei Biennálé – 1962
- Moszkvai Biennálé – 1959
- Salon Populiste, Párizs – 1958

## Emlékezete
- Kerámia portré a Dombóvári Pantheonban – Ivanich üzletház árkádjának falán Dombóváron – 2012[2]